# Christian Friedrich Gottlieb Schwencke
Christian Friedrich Gottlieb Schwencke (Wachenhausen, en Harz, 30 août 1767 – Hambourg, 27 octobre 1822) est un compositeur, pianiste et éditeur d'œuvres musicales allemand. De 1789 à 1822, il est chantre de l'école d'érudition Saint-Jean et directeur de la musique d'église, à Hambourg.

## Biographie
Son père, Johann Gottlieb Schwencke, était bassoniste militaire et plus tard, musicien du conseil à Hambourg. Christian Friedrich Gottlieb reçoit sa formation musicale de son père, tandis qu'il fréquente l'école d'érudition Saint-Jean à Hambourg et l’akademische gymnasium (lycée académique). En 1779, il fait sa première apparition en tant que pianiste de concert avec une œuvre de son père. Il est petit chanteur pour la musique sacrée sous la direction de Carl Philipp Emanuel Bach, et ensuite, pianiste accompagnateur. Grâce à lui, Schwencke apprend à connaître également les compositions de son père, Jean-Sébastien Bach. Dès 1782, Schwencke entreprend des études musicales auprès de Johann Philipp Kirnberger et Friedrich Wilhelm Marpurg à Berlin. Outre, le piano, il est également un virtuose de l'orgue. En 1787, il se rend à Leipzig, pour étudier les mathématiques. L'année suivante, il poursuit des études à Halle. 
Le 1er octobre 1789, il succède à Carl Philipp Emanuel Bach en tant que chantre du Johannæum et directeur de la musique à Hambourg. Par rapport à son prédécesseur, ses références sont cependant nettement réduites, étant donné que le Conseil voulait économiser. La faible dotation financière de la musique d'église était aussi un motif répété de recours tentés par Schwencke. Il occupe ce poste jusqu'à sa mort, en 1822. Après sa mort, le poste de Cantor reste vaquant.
Les fils de Schwencke, Johann Friedrich (1792–1852) et Karl (1797–1870), exercent également la profession de compositeur et musicien. La Schwenckestraße à Hambourg-Eimsbüttel, est nommée d'après Schwencke.

## Œuvre
Les compositions de Schwencke ne sont que partiellement conservées. Il a composé des cantates et des oratorios, ainsi que de la musique instrumentale, deux concertos pour pianos et un pour hautbois, six fugues pour orgue ou piano, des sonates pour violon et piano. Son adaptation du « notre Père » de Friedrich Gottlieb Klopstock, qui a été jouée pour son enterrement, était bien connue. De même, la mise en musique de son Der Frohsinn [« Ode à La Joie »].
Schwencke possédait quelques autographes de Johann Sebastian Bach, notamment le clavecin bien tempéré, qu'il a été l'un des premiers à publier (Bonn 1801). Il a publié d'autres œuvres de Bach et de Haendel et soutenu la musique de Wolfgang Amadeus Mozart, à travers plusieurs spectacles à Hambourg. À partir de 1799, Schwencke collabore également à l’Allgemeine musikalische Zeitung.